# Matzles
Matzles ist eine Ortschaft und eine Katastralgemeinde der Stadtgemeinde Waidhofen an der Thaya im Bezirk Waidhofen an der Thaya im niederösterreichischen Waldviertel mit 114 Einwohnern (Stand 1. Jänner 2024).

## Geografie
Das östlich von Waidhofen liegende Dorf befindet sich in einer leicht nach Westen exponierten Lage und entwässert über einen Zubringer in den Kaltenbach, einen rechten Zufluss der Thaya. Außen am Ort führt die Landesstraße L60 vorüber. Am 1. April 2020 umfasste die Ortschaft 53 Adressen.

## Geschichte
Zur Zeit der Bauernkriege des 16. Jahrhunderts trat die Bewohnerschaft an die Seite der rebellischen Bauern und kündigte der Herrschaft Altenburg den Gehorsam. Die ziemlich gut bestifteten Landbauern betrieben Feldbau, Viehzucht und Holzhandel, schrieb Schweickhardt im 19. Jahrhundert über die Ortsbewohner, die auf ihren großteils guten Gründen Korn, Hafer, Weizen, Flachs, Erdäpfel, Kraut und Rüben zogen.
Im Jahr 1822 wurde der Ort als Dorf mit 26 Häusern genannt, das nach Waidhofen eingepfarrt war, wohin auch die Kinder eingeschult wurden. Die Herrschaft Altenburg besaß die Ortsobrigkeit, besorgte die Konskription und hatte die Grundherrschaft inne. Die Landgerichtsbarkeit wurde von der Herrschaft Waidhofen ausgeübt.
Laut Adressbuch von Österreich waren im Jahr 1938 in Matzles ein Gastwirt, ein Schmied, ein Schuster und zwei Landwirte mit Ab-Hof-Verkauf ansässig.